# 查帕夸 (紐約州)
查帕夸（英語：Chappaqua）是位於美國紐約州西徹斯特縣的普查規定居民點。

## 人口
根據2020年美國人口普查的數據，查帕夸的面積為2.39平方千米，當中陸地面積為2.35平方千米，而水域面積為0.04平方千米。當地共有人口2598人，而人口密度為每平方千米1,087.03人。